# Kirghizistan aux Jeux olympiques d'été de 2024
Le Kirghizistan participe aux Jeux olympiques de 2024 à Paris. Il s'agit de sa 8e participation à des Jeux olympiques d'été.
Les judokas Erlan Sherov (en) et Elizaveta Pecherskikh sont nommés porte-drapeaux de la délégation en juillet 2024,.

## Nombre d’athlètes qualifiés par sport
Voici la liste des qualifiés et sélectionnés kirghizes par sport (remplaçants compris) :
| Sport                                 | Hommes | Femmes | Total |
| ------------------------------------- | ------ | ------ | ----- |
| Athlétisme                            | -      | 1      | 1     |
| Boxe                                  | 1      | -      | 1     |
| Judo                                  | 2      | -      | 2     |
| Lutte                                 | 7      | 3      | 10    |
| Sports aquatiques • Natation sportive | 1      | 1      | 2     |
| Total                                 | 11     | 5      | 16    |

## Bilan général
| Sport | Médaille d'or, Jeux olympiques | Médaille d'argent, Jeux olympiques | Médaille de bronze, Jeux olympiques | Total | Rang pays |
| ----- | ------------------------------ | ---------------------------------- | ----------------------------------- | ----- | --------- |
| Boxe  | 0                              | 1                                  | 0                                   | 1     | 12e       |
| Lutte | 0                              | 1                                  | 4                                   | 5     | 10e       |
| Total | 0                              | 2                                  | 4                                   | 6     | 68e       |

| Jour    | Médaille d'or, Jeux olympiques | Médaille d'argent, Jeux olympiques | Médaille de bronze, Jeux olympiques | Total |
| ------- | ------------------------------ | ---------------------------------- | ----------------------------------- | ----- |
| 6 août  | 0                              | 1                                  | 1                                   | 2     |
| 7 août  | 0                              | 0                                  | 2                                   | 2     |
| 10 août | 0                              | 1                                  | 1                                   | 2     |
| Total   | 0                              | 2                                  | 4                                   | 6     |

| Sexe   | Médaille d'or, Jeux olympiques | Médaille d'argent, Jeux olympiques | Médaille de bronze, Jeux olympiques | Total |
| ------ | ------------------------------ | ---------------------------------- | ----------------------------------- | ----- |
| Hommes | 0                              | 1                                  | 3                                   | 4     |
| Femmes | 0                              | 1                                  | 1                                   | 2     |
| Mixte  | 0                              | 0                                  | 0                                   | 0     |
| Total  | 0                              | 2                                  | 4                                   | 6     |

## Médaillés
| Sport       | Discipline                   | Athlète(s)             | Performance                     | Date    |
| ----------- | ---------------------------- | ---------------------- | ------------------------------- | ------- |
| Lutte libre | Moins de 68 kg femmes        | Meerim Zhumanazarova   | 0 - 3 contre Amit Elor          | 6 août  |
| Boxe        | Poids plumes hommes (-57 kg) | Munarbek Seiitbek Uulu | 0 - 5 contre Abdumalik Khalokov | 10 août |

| Sport               | Discipline            | Athlète(s)             | Performance                      | Date    |
| ------------------- | --------------------- | ---------------------- | -------------------------------- | ------- |
| Lutte greco-romaine | Moins de 60 kg hommes | Zholaman Sharshenbekov | 3 - 1 contre Mehdi Mohsennejad   | 6 août  |
| Lutte greco-romaine | Moins de 77 kg hommes | Akzhol Makhmudov       | 6 - 5 contre Sanan Suleymanov    | 7 août  |
| Lutte greco-romaine | Moins de 97 kg hommes | Uzur Dzhuzupbekov      | 2 - 1 contre Mohamed Gabr        | 7 août  |
| Lutte libre         | Moins de 62 kg femmes | Aisuluu Tynybekova     | 6 - 6 contre Pürevdorjiin Orkhon | 10 août |

## Résultats

### Athlétisme

#### Femmes
| Athlète           | Épreuve  | Finale             | Finale |
| Athlète           | Épreuve  | Temps              | Rang   |
| ----------------- | -------- | ------------------ | ------ |
| Sardana Trofimova | Marathon | 2 h 26 min 47 s NR | 14e    |

### Boxe
| Athlète                | Catégorie             | 1/16e de finale     | 1/8e de finale       | Quart de finale       | Demi-finale           | Finale                 | Rang                               |
| Athlète                | Catégorie             | Adversaire Résultat | Adversaire Résultat  | Adversaire Résultat   | Adversaire Résultat   | Adversaire Résultat    | Rang                               |
| ---------------------- | --------------------- | ------------------- | -------------------- | --------------------- | --------------------- | ---------------------- | ---------------------------------- |
| Munarbek Seiitbek Uulu | Poids plumes (-57 kg) | Exempté             | Horta Victoire 3 - 2 | Harvey Victoire 3 - 2 | Ibáñez Victoire 4 - 1 | Khalokov Défaite 0 - 5 | Médaille d'argent, Jeux olympiques |

### Judo
| Athlète                | Compétition    | 1er tour                 | 2e tour                        | Quart de finale     | Demi-finale         | Repêchage           | Finale / CB         | Rang    |
| Athlète                | Compétition    | Adversaire Résultat      | Adversaire Résultat            | Adversaire Résultat | Adversaire Résultat | Adversaire Résultat | Adversaire Résultat | Rang    |
| ---------------------- | -------------- | ------------------------ | ------------------------------ | ------------------- | ------------------- | ------------------- | ------------------- | ------- |
| Kubanychbek Aibek Uulu | Moins de 66 kg | Iadov Défaite 00 - 11    | Éliminé                        | Éliminé             | Éliminé             | Éliminé             | Éliminé             | Éliminé |
| Erlan Sherov           | Moins de 90 kg | Morales Victoire 10 - 00 | Mosakhlishvili Défaite 00 - 10 | Éliminé             | Éliminé             | Éliminé             | Éliminé             | Éliminé |

### Lutte
Légende
- F : victoire par tombé
- WO : victoire par forfait

| Athlète            | Compétition     | Huitièmes de finale     | Quart de finale     | Demi-finale         | Repêchage            | Finale / CB             | Rang    |
| Athlète            | Compétition     | Adversaire Résultat     | Adversaire Résultat | Adversaire Résultat | Adversaire Résultat  | Adversaire Résultat     | Rang    |
| ------------------ | --------------- | ----------------------- | ------------------- | ------------------- | -------------------- | ----------------------- | ------- |
| Bekzat Almaz Uulu  | Moins de 57 kg  | Kartbay Victoire 4 - 1  | Lee Défaite 2 - 12  | Non disputé         | Zou Victoire 7F - 4  | Abdullaev Défaite 1 - 5 | 5e      |
| Ernazar Akmataliev | Moins de 65 kg  | Musukaev Défaite 0 - 11 | Éliminé             | Éliminé             | Éliminé              | Éliminé                 | Éliminé |
| Aiaal Lazarev      | Moins de 125 kg | Zare Défaite 0 - 5      | Non disputé         | Non disputé         | Dhesi Victoire 5 - 0 | Akgül Défaite 0 - 7     | 5e      |

| Athlète              | Compétition    | Huitièmes de finale      | Quart de finale        | Demi-finale              | Repêchage           | Finale / CB           | Rang                                |
| Athlète              | Compétition    | Adversaire Résultat      | Adversaire Résultat    | Adversaire Résultat      | Adversaire Résultat | Adversaire Résultat   | Rang                                |
| -------------------- | -------------- | ------------------------ | ---------------------- | ------------------------ | ------------------- | --------------------- | ----------------------------------- |
| Aisuluu Tynybekova   | Moins de 62 kg | Kolawole Victoire 5 - 1  | Miracle Victoire 6 - 6 | Koliadenko Défaite 2 - 9 | Non disputé         | Orkhon Victoire 6 - 6 | Médaille de bronze, Jeux olympiques |
| Meerim Zhumanazarova | Moins de 68 kg | Delgermaa Victoire 8 - 3 | Ozaki Victoire 8 - 6   | Oborududu Victoire 3 - 1 | Non disputé         | Elor Défaite 3 - 0    | Médaille d'argent, Jeux olympiques  |
| Aiperi Medet Kyzy    | Moins de 76 kg | Wang Juan Victoire 4 - 1 | Hooda Victoire 1 - 1   | Blades Défaite 6 - 8     | Non disputé         | Marín Défaite 0 - 6   | 5e                                  |

| Athlète                | Compétition    | Huitièmes de finale       | Quart de finale         | Demi-finale          | Repêchage            | Finale / CB                | Rang                                |
| Athlète                | Compétition    | Adversaire Résultat       | Adversaire Résultat     | Adversaire Résultat  | Adversaire Résultat  | Adversaire Résultat        | Rang                                |
| ---------------------- | -------------- | ------------------------- | ----------------------- | -------------------- | -------------------- | -------------------------- | ----------------------------------- |
| Zholaman Sharshenbekov | Moins de 60 kg | Sultangali Victoire 6 - 3 | Arnăut Victoire 9 - 0   | Fumita Défaite 3 - 4 | Non disputé          | Mohsennejad Victoire 3 - 1 | Médaille de bronze, Jeux olympiques |
| Amantur Ismailov       | Moins de 67 kg | Zoidze Victoire 12 - 1    | Nasibov Défaite 7 - 6   | Non disputé          | Nemeš Victoire 8 - 0 | Djafarov Défaite 0 - 8     | 5e                                  |
| Akzhol Makhmudov       | Moins de 77 kg | Bey Victoire 4 - 1        | Zhadrayev Défaite 1 - 3 | Non disputé          | Cuero Victoire 9 - 0 | Suleymanov Victoire 6 - 5  | Médaille de bronze, Jeux olympiques |
| Uzur Dzhuzupbekov      | Moins de 97 kg | Venckaitis Victoire 5 - 1 | Saravi Défaite 0 - 8    | Non disputé          | Rau Victoire 9 - 4   | Gabr Victoire 2 - 1        | Médaille de bronze, Jeux olympiques |

### Natation
| Athlète         | Épreuve   | Séries        | Séries | Demi-finales  | Demi-finales | Finale  | Finale  |
| Athlète         | Épreuve   | Temps         | Rang   | Temps         | Rang         | Temps   | Rang    |
| --------------- | --------- | ------------- | ------ | ------------- | ------------ | ------- | ------- |
| Denis Petrashov | 100 m dos | 1 min 0 s 42  | 23e    | Éliminé       | Éliminé      | Éliminé | Éliminé |
| Denis Petrashov | 200 m dos | 2 min 10 s 99 | 16e    | 2 min 10 s 19 | 14e          | Éliminé | Éliminé |

| Athlète               | Épreuve         | Séries  | Séries | Demi-finales | Demi-finales | Finale   | Finale   |
| Athlète               | Épreuve         | Temps   | Rang   | Temps        | Rang         | Temps    | Rang     |
| --------------------- | --------------- | ------- | ------ | ------------ | ------------ | -------- | -------- |
| Elizaveta Pecherskikh | 50 m nage libre | 26 s 26 | 30e    | Éliminée     | Éliminée     | Éliminée | Éliminée |